# Počítačová 2D grafika
Počítačová 2D grafika (tzv. dvojrozměrná grafika, anglicky 2D computer graphics) je v informatice označení pro speciální část počítačové grafiky, která pracuje s dvojrozměrnými objekty (obrázky, text, geometrické 2D modely – čáry, křivky). Typickým využitím počítačové 2D graficky je zobrazení informací na počítačovém monitoru.

## 2D akcelerace
2D akcelerace je označení pro různé techniky, které urychlují zobrazování 2D objektů na monitoru počítače. 2D akcelerace využívá specializované funkce grafického procesoru (GPU) umístěného na grafické kartě. Mezi první patřil blitter, který přesunoval části bitmapy (obrazu na monitoru počítače).